# Lombos István
Lombos István Pál (Kétbodony, 1947. november 24. –) magyar sportszervező, edző, politikus, országgyűlési képviselő.

## Életpályája

### Iskolái
A salgótarjáni Stromfeld Aurél gépipari technikum diákjaként érettségizett gépésztechnikusként (1966). 1981-ban diplomázott a Testnevelési Főiskola hallgatójaként, mint sportszervező.

### Pályafutása
Balassagyarmaton kézilabdázott. 1972–1979 között, valamint 1986–1992 között a városi (Balassagyarmat) sportegyesület (SE) függetlenített elnöke volt. 1979–1986 között a Magyar Kábel Művek szervezési osztályvezetője volt. 1992–1998 között az Axa Colonia Biztosító területi képviselője volt. 1998–2002 között az Allianz Biztosító fiókigazgatója volt.

### Politikai pályafutása
1980–1986 között a Balassagyarmati Kábelgyár MSZMP alapszervezeti titkára volt. 1998 óta az MSZP tagja. 2002-től az MSZP Nógrád megyei elnökségi tagja. 2002–2006 között Balassagyarmat polgármestere (MSZMP-MSZDP) volt. 2006–2010 között országgyűlési képviselő (Nógrád megye) volt. 2006-ban polgármesterjelölt volt. 2006–2010 között az Ifjúsági, szociális és családügyi bizottság tagja volt. 2007-ben a Fogyasztóvédelmi eseti bizottság tagja volt. 2007–2010 között az Ifjúsági albizottság tagja volt. 

## Díjai
- Balassagyarmat Város Sportjáért
- Nógrád megye Bérczi Károly-díja (1995)
- Civitas Fortissima Emlékérem (2015)
- Balassagyarmat díszpolgára (2019)[4]